# Alexandru Viorel Șimicu
Alexandru Viorel Șimicu (* 8. Oktober 1988 in Timișoara) ist ein rumänischer Handballspieler.

## Karriere
Alexandru Viorel Șimicu spielte bei CSU Timișoara. Von dort ging der 2,02 Meter linke Rückraumspieler 2011 zum rumänischen Spitzenklub  HCM Constanța, mit dem er 2012, 2013 und 2014 jeweils den rumänischen Pokal und die Meisterschaft gewann. Er lief für Constanța in der EHF Champions League und im EHF Europa Pokal auf, wo er in der Saison 2013/14 mit 66 Treffern zweitbester Torschütze war. 2013 wurde er zum rumänischen Handballer des Jahres gewählt. 2014 wechselte Șimicu zum deutschen Bundesligisten HSV Hamburg, bei dem er einen Einjahresvertrag unterschrieb. Seit Sommer 2015 steht er beim französischen Verein Saint-Raphaël Var Handball unter Vertrag.
Șimicu gehört zum Kader der rumänischen Nationalmannschaft, mit der er an der Weltmeisterschaft 2011 in Schweden teilnahm.